# N862 (België)
De N862 is een gewestweg in de Belgische provincie Luxemburg. De route verbindt de plaats Rulles met de snelweg A4 E25 E411 en de N861.
De totale lengte van de N862 bedraagt ongeveer 4 kilometer.
De route had oorspronkelijk het wegnummer P7.